# Mary Elizabeth Winstead
Mary Elizabeth Winstead (Rocky Mount, 28 de novembro de 1984) é uma atriz e cantora norte-americana. É conhecida como "Scream Queen" (Rainha do Grito) por causa de seus papéis em filmes de terror; Monster Island, The Thing, Final Destination 3, Black Christmas e Grindhouse. Trabalhou também em filmes de outros gêneros, incluindo Sky High, Bobby, Live Free or Die Hard, Make It Happen e Scott Pilgrim vs. the World.
Iniciou sua carreira nos anos 1990 atuando em séries de televisão. Começou a se destacar no ano de 2006 com um papel em Bobby, do cineasta Emilio Estevez, sobre o assassinato do ex-senador Robert Kennedy, que estreou no Festival de Veneza daquele ano com um aplauso de pé de sete minutos e conquistou o Hollywood Film Awards e depois protagonizou o filme Final Destination 3. Em 2011, Winstead estrelou a prequela do filme, The Thing.

## Biografia
Winstead nasceu em Rocky Mount, Carolina do Norte, filha de Betty Lou e Ronald James Winstead. Quando ela tinha cinco anos, sua família se mudou para Sandy, Utah, um subúrbio de Salt Lake City. Seu interesse pela arte cênica também começaram a surgir com interesse no balé. Como uma menina, Winstead apareceu na versão de quebra-nozes em Mountain West. Na esperança de se tornar uma bailarina, com a idade de onze anos, ela recebeu a oportunidade de estudar dança em um programa de verão chamado Joffrey Ballet em Chicago, Illinois. Lá, ela estudou balé e dança jazz, mas também decidiu estudar interpretação. Winstead acabou aparecendo na Broadway, durante a temporada de sucesso do teatro musical Joseph and the Amazing Technicolor Dreamcoat. Ela também foi membro do Coro Internacional da Criança.

## Carreira

### 1984-2005: Primeiros trabalhos
Winstead começou sua carreira aos 13 anos, como atriz ela foi convidada a participar de alguns episódios da série de drama da CBS, O Toque de um Anjo e Promised Land, antes dela interpretar Jessica Bennett na telenovela Passions, da NBC, um papel em que ela desempenhou entre (1999-2000). Ela apareceu em seguida na curta série de drama da CBS, Wolf Lake (2001-2002), e esteve no filme de televisão Monster Island (2004). Tentando na comédia, Winstead esteve no filmes independentes como Lisa Apple, uma menina de família judaica no filme Checking Out. Mas seu tempo de telinha se saíram melhor no popular filme da Disney, Sky High que recebeu críticas positívas. Ela estrelou como Gwen Grayson é também como a vilã Royal Pain, o filme se saiu bem nas bilheterias.

### 2006-2008:Premonição 3eO Chamado 2
Após a exposição de Sky High, em 2006 viu forjar uma relação profissional com a equipe criativa de James Wong e Glen Morgan, que são mais conhecidos por suas contribuições à série The X-Files. Ela e Ryan Merriman estrelaram o filme de terror Premonição 3; Winstead também estrelou com Merriman em O Chamado 2 em 2005.

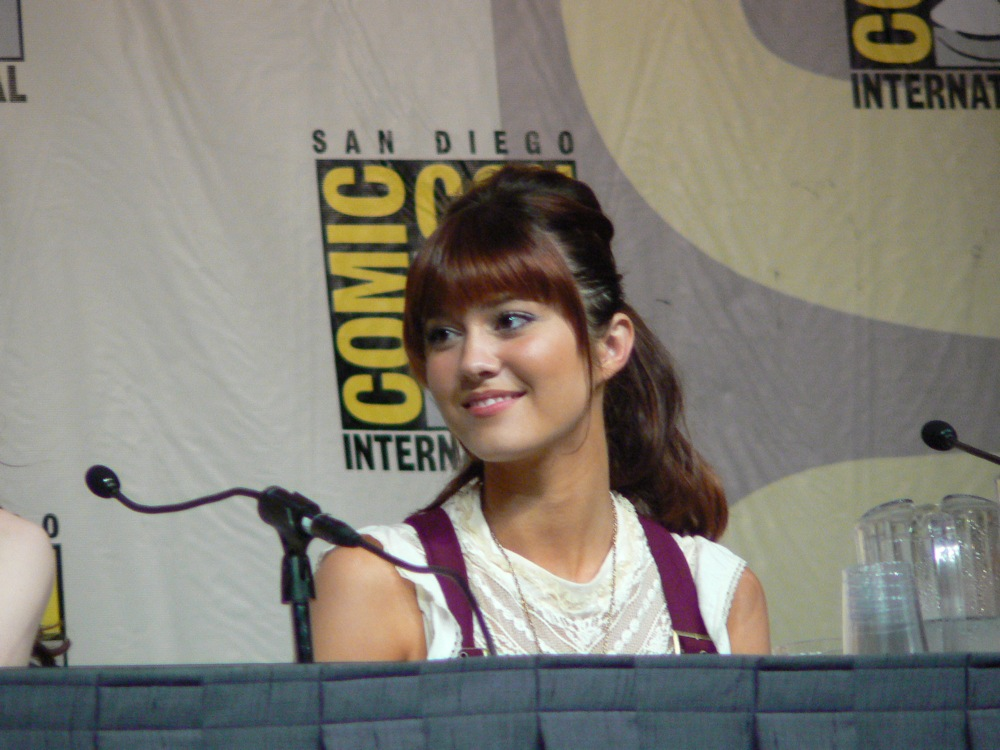
Winstead na San Diego Comic-Con International em 2006.

Morgan e Wong colaborou com ela novamente no seu clube feminino no filme de terror Natal Negro, que também tinha no elenco a atriz Crystal Lowe, também participou de Premonição 3. Inicialmente, eles queriam que ela aceitasse o papel principal, mas com medo de ser estigmatizada, Winstead só aceitaria se ela fosse lançada em um papel menor. O filme saiu-se mal com os críticos, mas ela ganhou uma nomeação para o Scream Queen em 2006 no Scream Awards. Winstead, inadvertidamente, recebeu o elogio de rainha do grito por seus papéis em filmes de terror. Ela e Riley parodiaram a série do filme Jogos Mortais.
Nesse mesmo ano, esteve no filme Bobby, do cineasta Emilio Estevez, sobre o assassinato do ex-senador Robert Kennedy, o filme estreou no Festival de Veneza, e chamou a atenção da crítica moderada, e se tornou um sucesso. O elenco do filme inclui Laurence Fishburne, Anthony Hopkins, Ashton Kutcher, William H. Macy, Demi Moore, Sharon Stone entre outros, mas a maioria de suas cenas foram com Shia LaBeouf e Brian Geraghty. Ela e seus colegas de elenco foram indicados para o Screen Actors Guild Award para Melhor Elenco em um filme, mas eles ganharam o Hollywood Film Festival Award de Melhor Elenco.
Em 2007, Winstead apareceu em filmes de alta. Quentin Tarantino escolheu Winstead para interpretar Lee Montgomery uma atriz ingênua no segmento do filme Grindhouse chamado de Death Proof. O filme não conseguiu produzir as vendas de bilhetes, mas chamou a atenção da crítica. Death Proof é o segundo filme a apresentar Winstead com Kurt Russell (sendo o primeiro Sky High). Winstead apareceu na maioria das campanhas de filmes em marketing, possivelmente devido a suas roupas que se assemelham a personagem de Uma Thurman em Kill Bill, no início do filme de Tarantino. Winstead interpretou Lucy McClane filha alienada de John McClane em Live Free or Die Hard, batendo para fora outras candidatas para o papel, incluindo Jessica Simpson. O quarto filme da série foi aclamado pela crítica.
Em 2008, Winstead teria feito testes para o papel de Mulher-Maravilha na adaptação cinematográfica de a Liga da Justiça. Ela estrelou como Lauryn Kirk no filme Make It Happen, um filme de dança. O filme foi direto para DVD nos EUA, e ganhou uma pequena coleção no Reino Unido, que eventualmente levou à sua falência financeira. No entanto, o filme foi um detalhe para Winstead se atirar na dança, ja que como ela sempre sonhou em se tornar uma bailarina. Os críticos concordaram que o maior destaque do filme foi com certeza Winstead. O revisor Mike Martin disse: "Winstead vive cada momento com uma quantidade incrível de charme". Matthew Turner da ViewLondon desse que Winstead "compensa a direção geral".

### 2010-presente: Adquirindo reconhecimento internacional

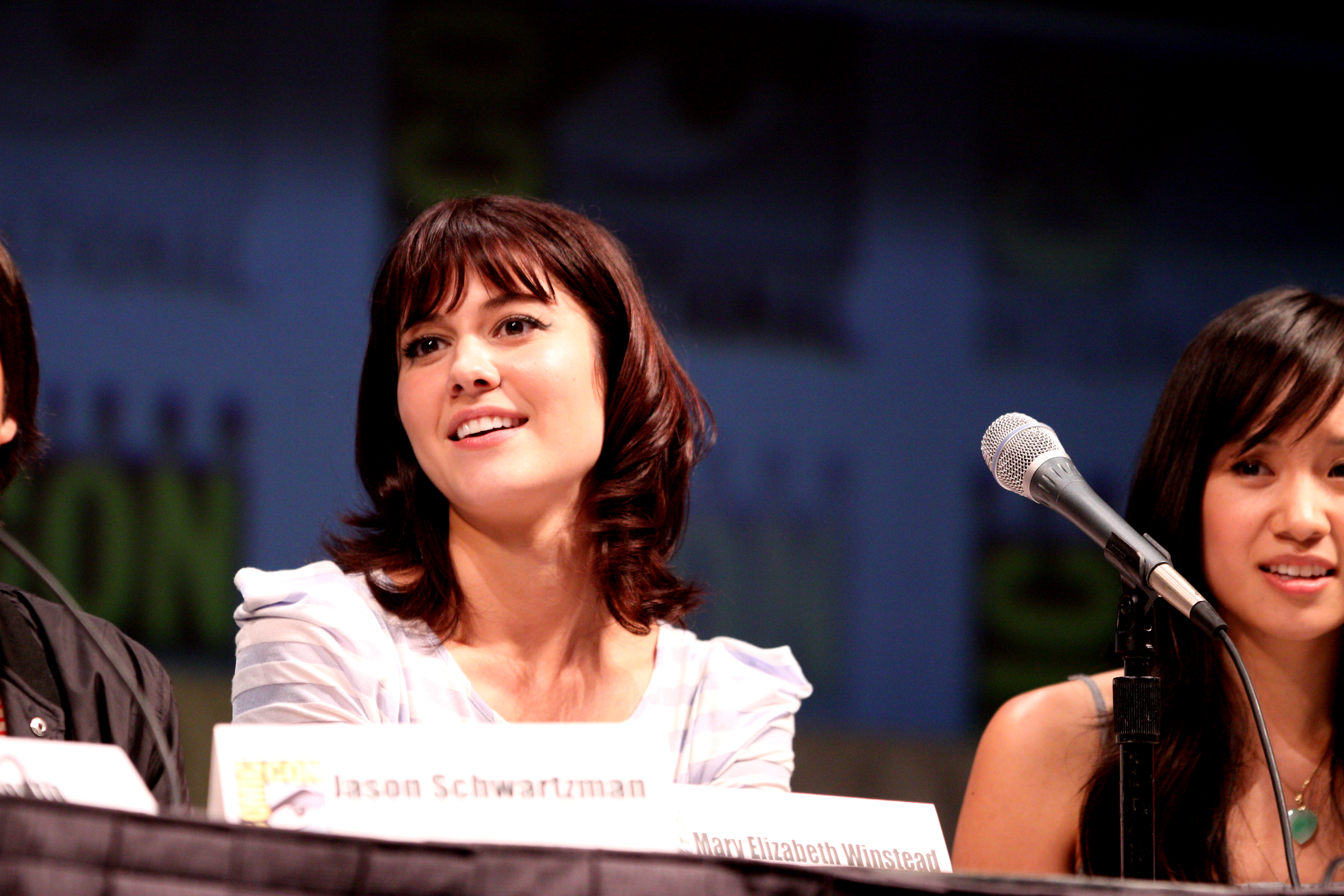
Winstead na San Diego Comic-Con International em julho de 2010.

Em 2010, Winstead co-estrelou ao lado de Michael Cera Scott Pilgrim vs. the World, em adaptação de HQ sob a direção de Edgar Wright. As filmagens ocorreram entre março e agosto de 2009. Para o papel, ela teve que fazer treinamento de luta por dois meses. O filme foi lançado em 2010. Eles receberam uma indicação da IGN na categoria de Melhor elenco. Em fevereiro de 2010, Winstead conseguiu o papel principal na prequela do filme O Enigma do Outro Mundo, que é dirigido por Matthijs van Heijningen Jr. O filme se será lançado no dia 14 de outubro de 2011. Winstead mostrou interesse em retornar como Lucy McClane para a quinta edição do filme Die Hard, embora sua participação no projeto ainda está para ser confirmada. Ela também foi mencionada para participar do filme O Anel (título provisório de The Ring 3D), embora a informação ainda é desconhecida.
Em 2010, Winstead teria feito testes para o papel principal na comédia romântica escrita por Elan Mastai chamada The F-Word, juntamente com Casey Affleck, mas nenhuma decisão foi tomada a partir de novembro. Ela também foi testada para ser a protagonista feminina no filme The Amazing Spider-Man. Foi nomeada para contracenar com Matt Damon no filme We Bought a Zoo, uma adaptação cinematográfica do romance autobiográfico de Benjamin Mee, embora ela não foi escolhida em qualquer caso. Em 17 de fevereiro de 2011, foi confirmado que Winstead foi escolhida para desempenhar o papel de Mary Todd Lincoln juntamente com Benjamin Walker na adaptação do novo filme de Abraham Lincoln: Vampire Hunter. O filme foi previsto para ser lançado no verão de 2012 e dirigido por Timur Bekmambetov, diretor do filme Wanted. Winstead também foi uma forte candidata para um papel no filme The Avengers de Joss Whedon.

Em 21 de setembro do mesmo ano, foi noticiado que Winstead vai estrelar ao lado de Aaron Paul o filme Smashed, um filme independente dirigido por James Ponsoldt. O filme "gira em torno de um casal (Winstead e Paul) que só podem encontrar uma ligação através do álcool. O casamento deles toma um rumo inusitado quando a mulher decide se sóbria". O filme de 91 minutos está programado para ser exibido durante o Festival Sundance de Cinema de 2012.  Após o lançamento do filme, o desempenho de Mary lhe rendeu elogios dos críticos, Chris Bumbray do JoBlo.com falou do desempenho dela: "o tipo de desempenho que poderia ser digno de prêmio". Em 5 de fevereiro de 2012, The Wrap relatou que a Sony Pictures Classics adquiriu os direitos do filme.

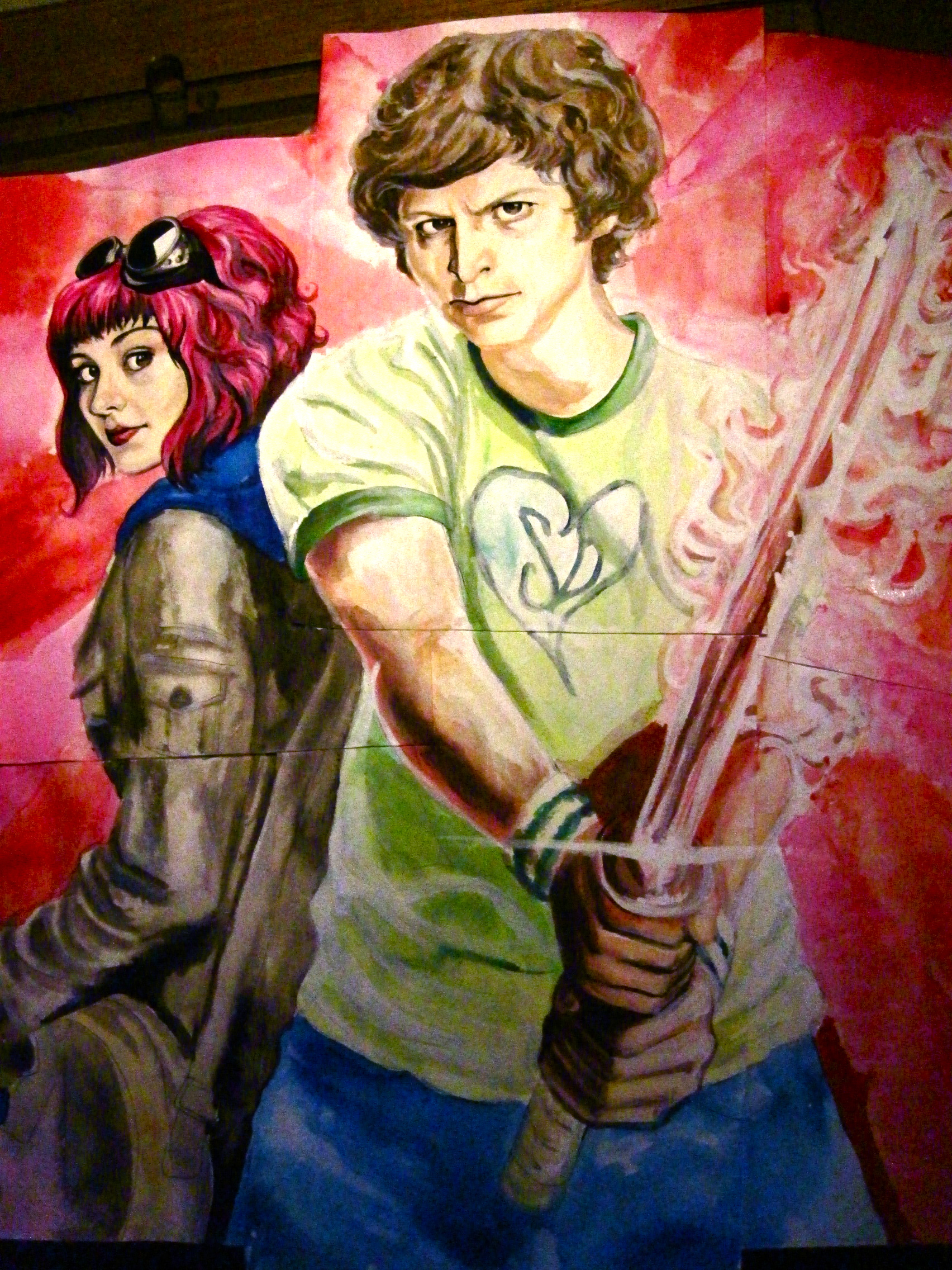
Scott e Ramona, personagens de Cena e Winstead, numa fanart de 2010.

Em 28 de outubro do mesmo ano, foi noticiado que Winstead estava no elenco de A Glimpse Inside the Mind of Charles Swan III. O filme lançado em 2012, também tem no elenco, Charlie Sheen, Katheryn Winnick e Maxine Bahns. Foi anunciado em 8 de fevereiro de 2012, que Winstead estaria no elenco do filme The Darkness. Winstead interpretaria uma estudante norte-americana que cuida de um grupo de crianças em de um velho inglês, acredita que a casa no qual eles moram é assombrada. O filme de terror é uma adaptação de Henry James do romance Turn of the Screw de 1898. Em 1 de março de 2012, a Deadline.com informou que Winstead participará do filme A.C.O.D.. E no elenco do filme também incluem Adam Scott, Richard Jenkins e Jane Lynch. Ela interpretara Lauren Stinger. Em 25 de julho de 2012, foi relatado que Winstead e Topher Grace estão no elenco de The Beauty Inside, um projeto apelidado de "social interativo". Em 2 de agosto de 2012, o site Variety.com anunciou que Winstead estava no elenco do filme The Spectacular Now. No elenco também estão os atores Brie Larson (que também esteve no filme Scott Pilgrim), Miles Teller, Kyle Chandler, Bob Odenkirk e Shailene Woodley. Winstead reprisa seu papel de Lucy McClane em A Good Day to Die Hard, mas ela explica que é apenas uma participação, e ela gravou suas cenas em apenas um dia. Em 12 de outubro, foi revelado que Winstead é uma opção para a personagem Sharon Carter, em Captain America: The Winter Soldier. No entanto, não há nenhuma confirmação sobre se Winstead garantiu o papel, pois em recente entrevista ela declarou que não tinha interesse em aparecer em filmes de sucesso. O papel de Sharon Carter ficou com a atriz Emily VanCamp.
No verão de 2013, foi relatado por Showbiz411 que Winstead foi escalado para o papel principal em um projeto de filme que será dirigido por Chris Messina, e escrito por Jessica Strong, baseado em personagens criados por Katie Nehry e Justin Shilton. Em 18 de junho, The Wrap revelou que Winstead estará no drama para televisão chamado Quarry, é baseado em uma série de livros de Max Allan Collins. Em 1 de julho, Winstead foi escalada para o filme Faults. Em 16 de julho, Winstead foi escalada ao lado de Jeremy Renner e Rosemarie DeWitt para o filme Kill the Messenger, dirigido por Michael Cuesta. O filme conta a história verídica do jornalista investigativo Gary Webb. Em outubro de 2016, foi revelado que Winstead fez teste para o papel de Dominó em Deadpool 2, contudo o papel ficou com a atriz Zazie Beetz. Em junho de 2017, ganhou o prêmio Saturno de melhor atriz pelo papel de Michelle no filme 10 Cloverfield Lane.

## Vida pessoal
Winstead foi casada por sete anos com Riley Stearns, do qual se separou em maio de 2017, um diretor de cinema e roteirista de televisão. Se conheceram em Austin, Texas, quando estavam em um cruzeiro. Ela tinha 18 anos. Os dois se casaram em 2010. Em 2008, eles trabalharam juntos em Stop / Eject, um curta-metragem que ele estava fazendo com Winstead. Winstead dá mais detalhes, "O curta tem 25 minutos de duração. Estamos atualmente trabalhando na pós-produção de áudio e trilha sonora e esperamos mostrar em festivais." Winstead estrelou o filme de estreia do ex-marido, Faults em 2014.
Ela foi uma das vítimas do vazamento de fotos íntimas em agosto de 2014.

### Amizades e preferências
Winstead afirmou que em um breve período, a atriz Amanda Crew, que fez sua irmã no filme Premonição 3, hospedou-se em sua casa. Ela também disse que Lacey Chabert é sua "confidente" e na mesma entrevista, disse que fez boas amizades após Death Proof com as atrizes Rosario Dawson e Sydney Tamiia Poitier. "Eu não sou realmente uma pessoa restrita a um grupo , diz ela. "Mas há sempre alguém ao redor com quem me identifico mais, a espécie de 'pau para toda obra'." Durante as filmagens de Scott Pilgrim vs. the World, Winstead fez uma boa amizade com Anna Kendrick. "Nós duas estávamos sentadas lá assistindo a primeira luta [cena] na varanda por uma semana e meia, e ficavamos sempre falando sobre fofocas, notícias de cinema e apenas tagarelando sobre tudo!".
Suas preferências musicais são Bat for Lashes (principalmente France Gall), MewithoutYou, The Shangri-Las, The Shirelles, Roy Orbison, The XX e Ben E. King's com a música "Stand by Me". Winstead também disse que é uma grande fã de filmes de terror. The Shining, Alien e Rosemary's Baby são os filmes favoritos dela.

### Canto
Winstead tem interesse em cantar, mas não pensa em seguir como uma carreira. "Eu não era realmente, e nem vou ser uma cantora, mas é apenas algo que eu sempre amei." Por sua parte em Grindhouse, Tarantino tinha Winstead para cantar uma cappella como as The Shirelles, cantando o hit "Baby It's You". O clipe pode ser encontrada no segundo disco de Death Proof em DVD.
Em 2009, Winstead e o produtor musical tailandês Ly Long co-escreveram uma canção chamada "Warmth of Him". Ainda nos primeiros rumores de ser um pré-lançamento único, Winstead, desde então, confirmou que ela estava apenas explorando o seu interesse e não planeja lançar nenhum álbum musical.
Em 18 de janeiro de 2012, Winstead twittou sobre a realização de vocais com o grupo Deltron. Em 17 de março de 2012, Winstead estreou uma nova música que ela cantou no South by Southwest durante o evento Red Bull 3Style com Dan the Automator.

## Filmografia

### Filmes
| Ano  | Título                                        | Papel                        | Notas                 | Ref.   |
| ---- | --------------------------------------------- | ---------------------------- | --------------------- | ------ |
| 1999 | The Long Road Home                            | Annie Jacobs                 | Filme para TV         | [ 78 ] |
| 2000 | Father Can't Cope                             | Tara                         | Filme para TV         | [ 79 ] |
| 2003 | Then Came Jones                               | Rina                         | Filme para TV         | [ 80 ] |
| 2004 | Monster Island                                | Madison (Maddy)              | Filme para TV         | [ 81 ] |
| 2005 | The Ring Two                                  | Evelyn (jovem)               |                       | [ 82 ] |
| 2005 | Checking Out                                  | Lisa Apple                   |                       |        |
| 2005 | Sky High                                      | Gwen Grayson / Royal Pain    |                       | [ 83 ] |
| 2006 | Final Destination 3                           | Wendy Christensen            |                       | [ 84 ] |
| 2006 | Bobby                                         | Susan Taylor                 |                       | [ 85 ] |
| 2006 | Black Christmas                               | Heather Fitzgerald           |                       | [ 86 ] |
| 2006 | Factory Girl                                  | Ingrid Superstar             |                       | [ 87 ] |
| 2007 | Grindhouse                                    | Lee Montgomery               | segmento: Death Proof | [ 88 ] |
| 2007 | Live Free or Die Hard                         | Lucy McClane                 |                       | [ 89 ] |
| 2008 | Make It Happen                                | Lauryn Kirk                  |                       | [ 16 ] |
| 2010 | Scott Pilgrim vs. the World                   | Ramona Victoria Flowers      |                       | [ 90 ] |
| 2011 | Zookeeper                                     | Charlene, A giraffa          | Sem créditos          | [ 91 ] |
| 2011 | Magnificat                                    | Lynn                         | Curta-metragem        | [ 92 ] |
| 2011 | Cost of Living                                | Computador (voz)             | Curta-metragem        | [ 93 ] |
| 2011 | The Thing                                     | Dr. Kate Lloyd               |                       | [ 94 ] |
| 2012 | Smashed                                       | Kate Hannah                  |                       | [ 95 ] |
| 2012 | Abraham Lincoln: Vampire Hunter               | Mary Todd Lincoln            |                       | [ 96 ] |
| 2012 | A Glimpse Inside the Mind of Charles Swan III | Kate                         |                       | [ 46 ] |
| 2013 | A Good Day to Die Hard                        | Lucy McClane                 | Participação especial | [ 52 ] |
| 2013 | A.C.O.D.                                      | Lauren Stinger               |                       | [ 97 ] |
| 2013 | The Spectacular Now                           | Holly Keely                  |                       |        |
| 2013 | Superfly                                      | Allison                      |                       | [ 51 ] |
| 2014 | Alex of Venice                                | Alex                         |                       | [ 60 ] |
| 2014 | Quarry                                        | Joni                         | Filme para TV         | [ 61 ] |
| 2014 | Kill the Messenger                            | Anna Simons                  |                       | [ 63 ] |
| 2014 | Faults                                        | Claire                       |                       | [ 62 ] |
| 2016 | The Hollars                                   | Gwen                         |                       |        |
| 2016 | Swiss Army Man                                | Sarah                        |                       |        |
| 2016 | So It Goes                                    | Samantha                     | curta                 |        |
| 2016 | 10 Cloverfield Lane                           | Michelle                     |                       |        |
| 2018 | All About Nina                                | Nina Geld                    |                       | [ 98 ] |
| 2019 | Projeto Gemini                                | Dani Zakarewski              |                       |        |
| 2020 | Birds of Prey                                 | Helena Bertinelli / Caçadora | Universo Estendido DC |        |
| 2021 | Kate                                          | Kate                         | Netflix               |        |

### Televisão
| Ano  | Título                                   | Papel           | Notas                                         | Ref.    |
| ---- | ---------------------------------------- | --------------- | --------------------------------------------- | ------- |
| 1997 | Touched by an Angel                      | Kristy          | Episódio: "A Delicate Balance"                | [ 1 ]   |
| 1998 | Promised Land                            | Chloe           | Episódios: "Recycled", "Denver, Welcome Home" | [ 99 ]  |
| 1999 | Passions                                 | Jessica Bennett | 4 episódios (1999–2000)                       | [ 100 ] |
| 2001 | Wolf Lake                                | Sophia Donner   | 10 episódios (2001–2002)                      | [ 101 ] |
| 2004 | Tru Calling                              | Bridget Elkins  | Episódio: "Closure"                           | [ 102 ] |
| 2010 | Flawz                                    | Ela Mesma       | Videoclipe                                    | [ 103 ] |
| 2011 | Showing Up                               | Ela Mesma       | Documentário                                  | [ 104 ] |
| 2012 | The Beauty Inside                        | Leah            | 5 episódios                                   | [ 105 ] |
| 2015 | Exposed                                  | Anna Loach      | Piloto                                        | [ 106 ] |
| 2015 | The Returned                             | Rowan Blackshaw | 10 episódios                                  | [ 107 ] |
| 2016 | Brad Neely's Harg Nallin' Sclopio Peepio | Convidada       | Episódio: "For Streep"                        | [ 108 ] |
| 2016 | Quarry                                   | Joni            | Episódio: "Unaired Pilot"                     | [ 109 ] |
| 2016 | BrainDead                                | Laurel Healy    | 13 episódios                                  | [ 110 ] |
| 2016 | Mercy Street                             | Mary Phinney    | 10 episódios (2016–2017)                      | [ 111 ] |
| 2017 | Fargo                                    | Nikki Swango    | 10 episódios                                  | [ 112 ] |
| 2017 | Danger & Eggs                            | Trix Blixon     | Episódio: "The Big Z/Trix Blixon"             | [ 113 ] |
| 2019 | Love, Death & Robots                     | Gail            | Episódio: "Ice Age"                           | [ 114 ] |
| 2023 | Ahsoka                                   | Hera Syndulla   |                                               | [ 115 ] |